# Salabre

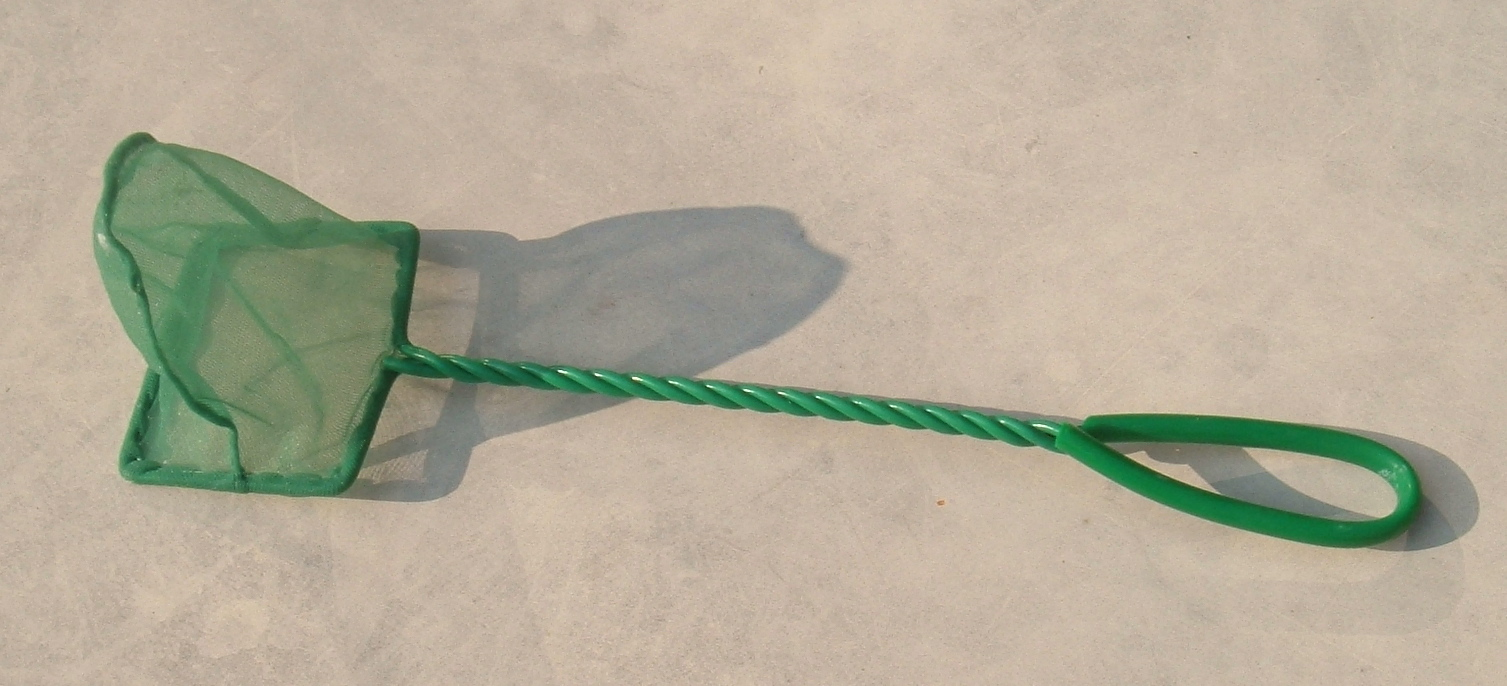
Salabret d'aquari

Un salabre és un instrument manual per atrapar animals menuts, normalment peixos o insectes. Els salabres consisteixen en un pal més o menys llarg que duu una anella fixada a un extrem amb una bossa de xarxa més o menys gran o profunda en forma de mitjó.

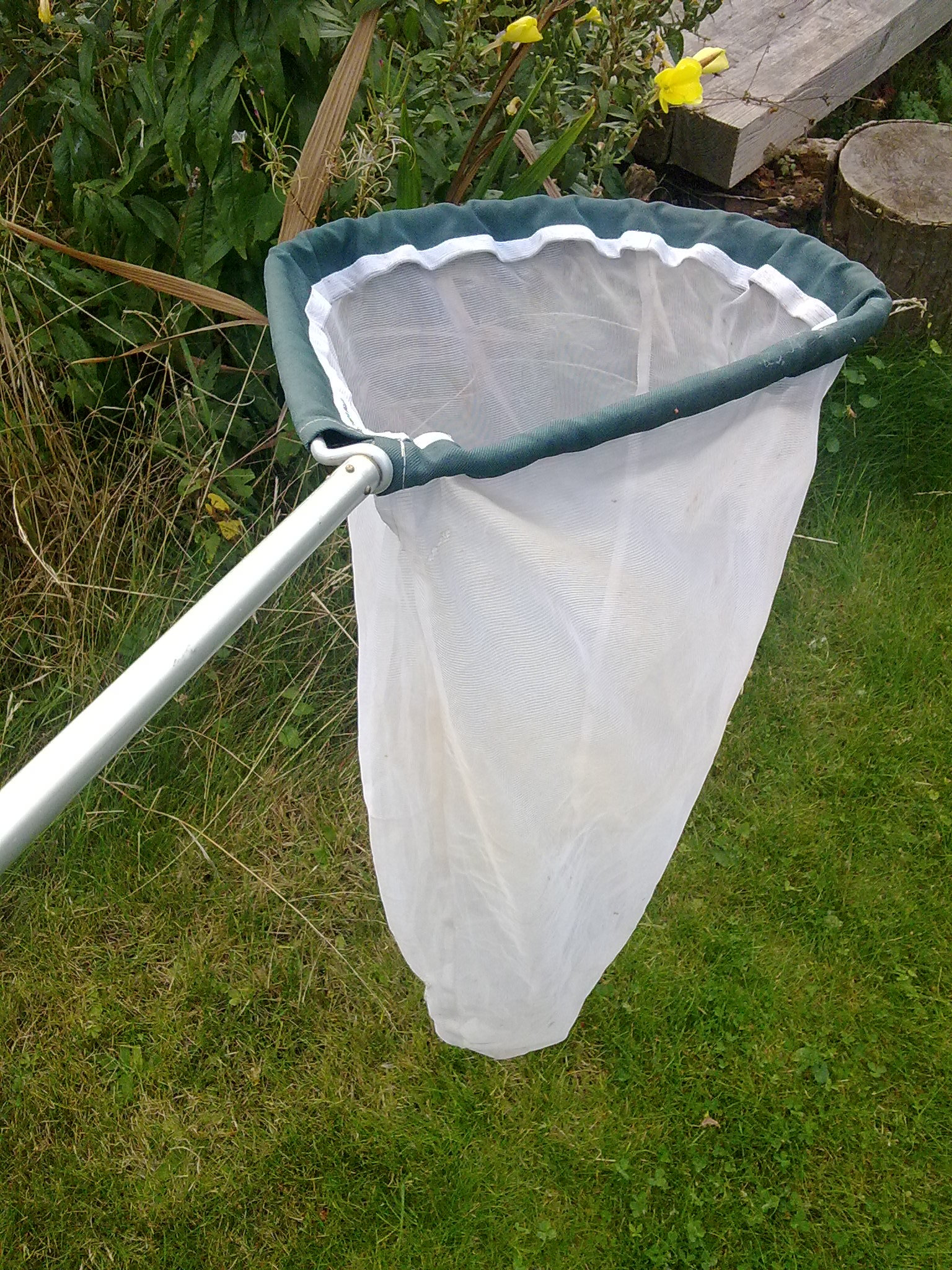
Salabre per la captura de papallones.

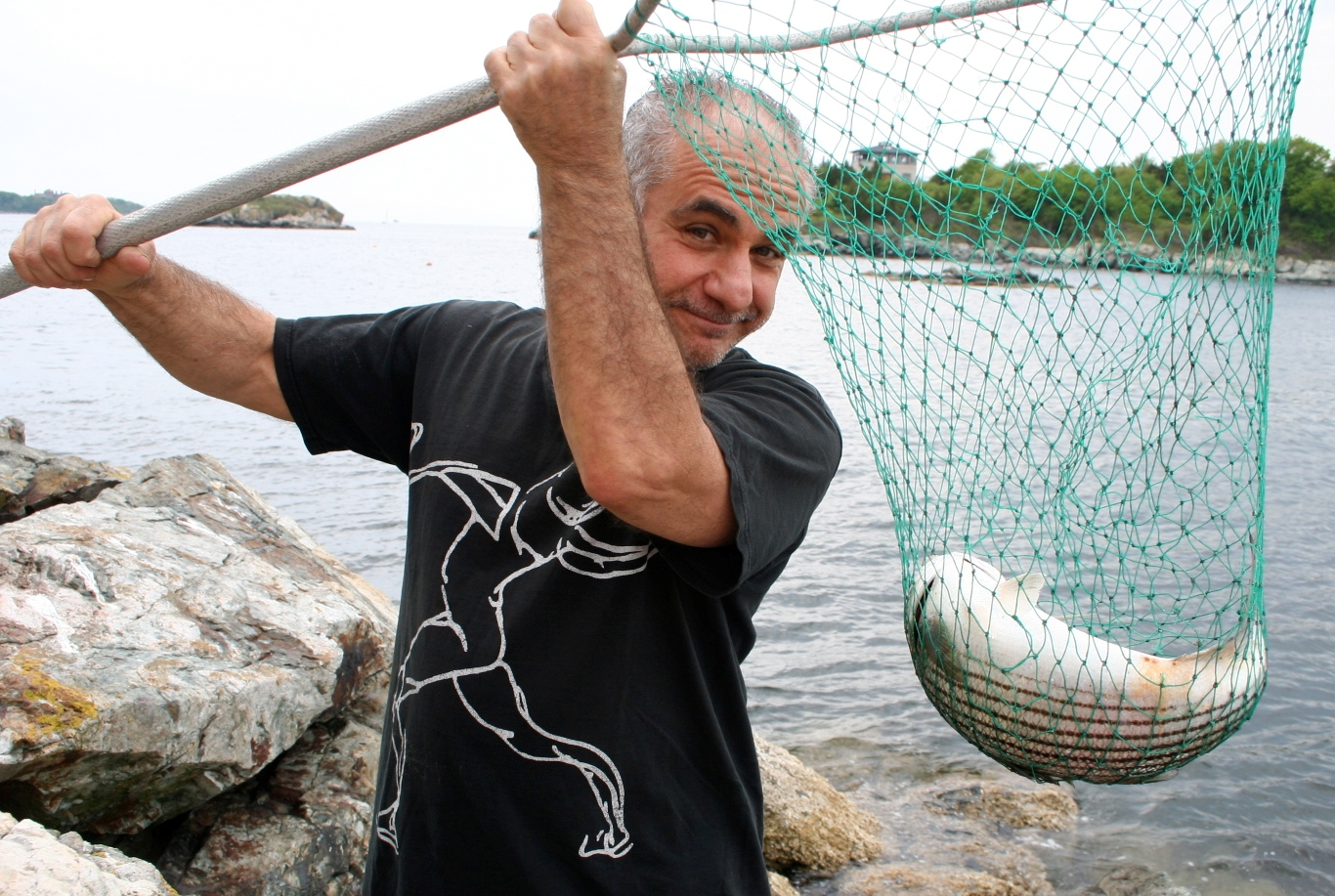
Salabre de pesca

## Variants

### Salabres de pesca
Els salabres utilitzats com a art de pesca serveixen per a capturar peixos molt petits o per ajudar a la pesca de peixos grans. En aquest darrer cas s'utilitza generalment al moment de treure els peixos a terra o a bord de la barca o d'un parany. Aquests salabres solen ser prou forts, amb un pal robust, anella d'acer i una xarxa forta.
Històricament la gent del ja desaparegut poble karok pescaven amb salabres. Aquest poble vivia al baix riu Klamath de la costa del Pacífic.
A Anglaterra l'única forma legal de pescar l'anguila actualment és amb salabre. Aquesta forma de pesca s'ha vingut practicant al llarg dels segles als rius Parrett i Severn.

### Altres tipus
- Els salabres per capturar papallones i altres insectes són utilitzats generalment pels entomòlegs. Normalment tenen un pal llarg i estan fets amb una xarxa molt fina i suau per no espatllar les ales dels espècimens.
- Un gambaner és un salabre utilitzat a la pesca d'animals aquàtics petits, especialment gambes.
- Un salabret és un salabre força menut que serveix per capturar peixos o altres animals d'aquari. Són un estris molt utilitzat a les botigues d'animals.